# Under Your Own Sun
Under Your Own Sun ist das siebte Studioalbum der US-amerikanischen Countryband The Great Divide.

## Titelliste
1. Crazy in California – 3:04
2. You're Not the Only One – 3:18
3. The Plan – 3:39
4. Just Another Day – 3:43
5. Scared Of Heights – 3:47
6. Cheatin'  – 3:22
7. She's Leavin' This Town – 3:06
8. Love and Gasoline – 3:01
9. Better Place – 4:25
10. Cowboy Song (Intro) – 1:00
11. Cowboy Song – 3:55

## Hintergrund
Under Your Own Sun ist das Nachfolgealbum des – 2002 erschienenen – Remain und zugleich das erste und einzige Album der Band ohne ihren langjährigen Frontmann Mike McClure, der sich seit 2004 Projekten seiner eigenen Band widmet. Als neuer Sänger wurde der noch recht unerfahrene Micah Aills engagiert. Neuer Produzent wurde Luke Wooten, die Songs wurden von verschiedenen Songwritern geschrieben. Micah Aills schrieb insgesamt zwei der elf Titel. Die CD wurde wie ihr Vorgänger in Nashville, Tennessee aufgenommen, obwohl die Band ursprünglich aus Oklahoma kam. Scotte Lester kehrte mit diesem Album auch als Sänger zurück, nachdem er zuvor zwei Mal nur als Gitarrist zu hören gewesen war.
Crazy in California wurde als erste Single ausgekoppelt und erhielt ein Musikvideo, das in Stillwater gedreht wurde. Die Nachfolgesingle war The Plan.
Nach dem Album kam es zu keiner weiteren Studio-Zusammenarbeit der Band, die sich zwei Jahre später schließlich trennte. Ein gemeinsames Konzert folgte vier Jahre später, jedoch ohne Micah Aills, der lediglich noch an zwei Alben anderer Bands (darunter die Red-Dirt-Gruppe No Justice) mitarbeitete.

## Rezeption
Matt Bjorke von About.com lobte das Album und betonte, wie gut der Band der Wechsel des Frontmanns gelungen sei. Des Weiteren wurde die Single Crazy in California lobend erwähnt. Vergeben wurden vier von möglichen fünf Sternen. Positives Feedback gab es auch vom Musikkritiker Andrew West Griffin, der ebenfalls vier von fünf Sternen vergab.
Die Genrecharts verpasste die Band mit dem Album jedoch.